# Tropidolaemus wagleri
Tropidolaemus wagleri är en ormart som beskrevs av Boie 1827. Tropidolaemus wagleri ingår i släktet Tropidolaemus och familjen huggormar. IUCN kategoriserar arten globalt som livskraftig.
Arten förekommer i Sydostasien från södra Vietnam och södra Thailand över Malackahalvön till Sumatra. Den lever i låglandet och i kulliga områden upp till 400 meter över havet. Habitatet utgörs av skogar, träskmarker och mangrove. Ungdjur föredrar mera torra områden.
Kroppen är kraftig och huvudet knubbigt. Längd: 0,8 - 1,3 m. Vanligtvis är den svart med gröna eller gula band och spridda gula prickar. Juvenila individer är gröna med gula och/eller röda prickar arrangerade i otydliga tvärband. Denna färgteckning behåller en del av tempelormarna hela livet. Beteende; På natten ligger den i bakhåll för små däggdjur, fåglar, ödlor och grodor genom att hänga med huvudet ner från grenar. På dagen är den slö och vilar i ett träd. Bettet är smärtsamt, men sällan dödligt för människor. 
Tempelhuggormar kallas de ormar av denna art som hålls i delvis fångenskap på ormtemplet i Penang i Malaysia.
Tropidolaemus wagleri klättrar främst i träd. Honor lägger inga ägg utan föder upp till 15 ungar per tillfälle.

## Underarter
Arten delas in i följande underarter:
- T. w. alboviridis
- T. w. subannulatus
- T. w. wagleri